# 不可思議愛上你
《從前在生草里》（韓語：원스 어폰어타임 인 생초리），描繪一群證券公司職員下放到平凡到有點無聊的一個鄉村小鎮-“生草里”，卻引發了非常搞笑、又懸疑的農村實境喜劇。由《High_Kick！》系列製作班底金炳旭與李英哲執筆、金英基和趙燦周執導，台灣衛視中文台於2012年1月底首播。

## 演員陣容

### 主要角色
- 河錫辰 飾 趙民成

三進證券生草里分社部長
- 李令恩 飾 柳恩珠

三進證券營業部職員
- 金東允 飾 韓智銘

三進證券營業部代理

### 其他角色
- 金學哲 飾 朴　克

三進證券社長
- 姜南吉 飾 李萬秀

三進證券支生草里支店長
- 南保羅 飾 吳娜瑛

生草里的鄉村女孩
- 裴格林 飾 朴福順
- 鄭智雅
- 趙相紀
- 尹瑞賢

### 特別出演
- 安尚泰
- 崔丹尼爾
- 尹施允

## 其他搭配歌曲
- 台灣衛視中文台版本
  - 片頭曲：化學猴子《不可思議愛上你》
  - 片尾曲：張暄祺《如果可能》

## 作品的變遷
| 臺灣 衛視中文台 星期一至五 21:00-22:00 | 臺灣 衛視中文台 星期一至五 21:00-22:00   | 臺灣 衛視中文台 星期一至五 21:00-22:00 |
| -------------------------------------- | ---------------------------------------- | -------------------------------------- |
|                                        | 不可思議愛上你 （2012.1.30 - 2012.2.29） |                                        |
| 絕不認輸 （2011.12.7 - 2012.1.17）     | 我是傳說（重播） （2012.3.1 - ）         |                                        |